# Jorge Figueroa Vázquez
Jorge Figueroa Vázquez (Sevilla, Andalucía; 4 de marzo de 1980) es un árbitro de fútbol español de la Primera División de España.

## Trayectoria
Al término de la temporada 2019/20 se oficializa su ascenso a la Primera División de España.

## Temporadas
| Categoría            | País   | Año       | Partidos |
| -------------------- | ------ | --------- | -------- |
| Segunda División "B" | España | 2007-2012 | 61       |
| Segunda División     | España | 2012-2020 | 162      |
| Primera División     | España | 2020-     |          |

## Premios
- Trofeo Vicente Acebedo (1): 2020